# Belfort van Cambrai
Het Belfort van Cambrai is het historische belfort van de Noord-Franse stad Cambrai (Kamerijk). De toren is 62,5 meter hoog en werd gebouwd tussen 1447 en 1474.
Het is een van de 56 belforten in België en Frankrijk die tot werelderfgoed van de UNESCO verklaard zijn.

## Geschiedenis
Omdat een belfort het symbool was van de gemeentelijke autonomie, liet Mannasses, bisschop van Kamerijk, in 1095 het eerste belfort vernielen. Het werd heropgebouwd in 1207 maar dan was het keizer Hendrik VII van het Heilige Roomse Rijk, waartoe het prinsbisdom Kamerijk behoorde, die de toren liet vernielen. In 1395 kreeg Kamerijk officieel de toestemming een belfort te hebben. Dat werd de toren van de Sint-Maartenskerk, in gotische stijl gebouwd tussen 1447 en 1474. De kerk werd vernield tijdens de Franse Revolutie maar de toren bleef gespaard.